# Thomas Løvold
Thomas Løvold (Oslo, 27 de enero de 1982) es un deportista noruego que compitió en curling.
Participó en los Juegos Olímpicos de Vancouver 2010, obteniendo una medalla de plata en la prueba masculina.
Ganó dos medallas en el Campeonato Mundial de Curling, en los años 2009 y 2010, y cuatro medallas en el Campeonato Europeo de Curling entre los años 2002 y 2012.

## Palmarés internacional
| Juegos Olímpicos   | Juegos Olímpicos           | Juegos Olímpicos  | Juegos Olímpicos |
| Año                | Lugar                      | Medalla           | Prueba           |
| ------------------ | -------------------------- | ----------------- | ---------------- |
| 2010               | Vancouver (Canadá)         | Medalla de plata  | Equipo           |
| Campeonato Mundial |                            |                   |                  |
| Año                | Lugar                      | Medalla           | Prueba           |
| 2009               | Moncton (Canadá)           | Medalla de bronce | Equipo           |
| 2010               | Cortina d'Ampezzo (Italia) | Medalla de plata  | Equipo           |
| Campeonato Europeo |                            |                   |                  |
| Año                | Lugar                      | Medalla           | Prueba           |
| 2002               | Grindelwald (Suiza)        | Medalla de bronce | Equipo           |
| 2009               | Aberdeen (Reino Unido)     | Medalla de bronce | Equipo           |
| 2011               | Moscú (Rusia)              | Medalla de oro    | Equipo           |
| 2012               | Karlstad (Suecia)          | Medalla de plata  | Equipo           |